# Альгранж (кантон)
Альгра́нж (фр. Algrange) — кантон во Франции, в регионе Эльзас — Шампань — Арденны — Лотарингия, департамент Мозель, округ Тьонвиль. Население кантона на 2007 год составляло 17310 человек.
Код INSEE кантона — 5744. В состав кантона входит 16 коммун, административный центр — Альгранж.

## Коммуны кантона
До марта 2015 года в составе кантона было 4 коммуны:
| Коммуна  | Население | Почтовый индекс | Код INSEE |
| -------- | --------- | --------------- | --------- |
| Альгранж | 6 198     | 57440           | 57012     |
| Кнютанж  | 3 632     | 57240           | 57368     |
| Нёфшеф   | 2 483     | 57700           | 57498     |
| Нильванж | 5 286     | 57240           | 57508     |